# Kozleanîci, Sosnîțea
Kozleanîci (în ucraineană Козляничі) este localitatea de reședință a comunei Kozleanîci din raionul Sosnîțea, regiunea Cernihiv, Ucraina.

## Demografie
Componența lingvistică a localității Kozleanîci
     Ucraineană (98,37%)
     Rusă (1,36%)
     Alte limbi (0,27%)
Conform recensământului din 2001, majoritatea populației localității Kozleanîci era vorbitoare de ucraineană (98,37%), existând în minoritate și vorbitori de rusă (1,36%).